# Copenhagen Sprint for herrer 2025
Copenhagen Sprint for herrer 2025 var den 1. udgave af det danske cykelløb Copenhagen Sprint for herrer. Det 235,7 km lange linjeløb med 1.053 m højdemeter blev kørt den 22. juni 2025 med start i Roskilde og mål i København. Løbet var en del af UCI World Tour 2025. Navnet og ruten for løbet blev præsenteret den 17. juni 2024. Der deltog ti UCI WorldTeams, 13 UCI ProTeams samt et udvalgt dansk landshold. Den belgiske sprinter Jordi Meeus fra Red Bull-Bora-Hansgrohe vandt løbet efter en massespurt. 

## Løbet
165 ryttere stillede til start, hvor det kun var Team Visma  |  Lease a Bike og Team TotalEnergies der ikke stillede med de maksimale syv ryttere. Efter tre kilometer blev dagens udbrud etableret, da de fem ryttere, George Jackson (Burgos Burpellet BH), Jensen Plowright (Alpecin-Deceuninck), Victor Vercouillie (Team Flanders-Baloise) samt de to danske landsholdsryttere Mads Andersen og Joshua Gudnitz stak af fra feltet. Det var blandt de fem at alle tre indlagte spurter blev afgjort, og her vandt Plowright konkurrencen med ét point til Joshua Gudnitz. Udbruddet nåede at få et forspring på knap fem minutter, inden at feltet begyndte at indhente dem igen. Da de sidste af de fem ryttere fra morgenudbruddet, Jensen Plowright og Mads Andersen, nåede indtil København, fik de selskab af Casper Pedersen, Daan Hoole og Cedric Beullens. Inden den sidste omgang på rundstrækningen i København blev det jagtende hovedfelt halveret, da en masse ryttere med ti kilometer til målstregen styrtede. Heriblandt storfavoritten Olav Kooij der ikke gennemførte løbet. 
Med lidt over én kilometer til mål blev den sidste udbrydder hentet, og løbet kunne afgøres i den forventede massespurt. Her var Jordi Meeus fra Red Bull-Bora-Hansgrohe hurtigst, og sejrede foran Alexis Renard (Cofidis) og Team TotalEnergies‘ Émilien Jeannière.

## Ruten
Løbet startede ved Vikingeskibsmuseet i Roskilde, og gik via Frederikssund, Hillerød, Humlebæk og Ballerup, inden rytterne skulle køre fem omgange på en ti kilometer rute i det centrale København, som blandt andet gik op ad Nørrebrogade og rundt ved Søerne. Målstregen var placeret foran Statens Museum for Kunst på Sølvgade.

## Præmiepenge
Der var samlet 42.500 euro i præmiepenge. Desuden var der præmier til vinderen af den indlagte sprintkonkurrence (Town Sprint)
- Vinder af løbet: 16.000 euro og en specialdesignet musselmalet tallerken fra Royal Copenhagen.
- 2. plads: 8.000 euro.
- 3. plads: 4.000 euro.
- 4. plads: 2.000 euro.
- 5. plads: 1.600 euro.
- 6. og 7. plads: 1.200 euro.
- 8. og 9. plads: 800 euro.
- 10. - 20. plads: 400 euro.

Sprintkonkurrencen
Efter 36,3, 143,3 og 172,1 kilometer var der indlagte spurter. Her blev uddelt 3, 2 og 1 point. Den samlede vinder, Jensen Plowright, vandt udover 1.400 euro også et gavekort på to overnatninger for to voksne og to børn på Tivoli Hotel, fri entré til Tivoli og 2.000 kroner til brug i parkens restauranter. Nummer 2 og 3 i sprintkonkurrencen modtog henholdsvis 700 og 400 euro.

## Resultat

### Samlede stilling
| \| Samlede stilling \| Samlede stilling \| Samlede stilling \| Samlede stilling \| Samlede stilling \| \| Rytter \| Rytter \| Hold \| Tid \| \| \| ---------------- \| ----------------------- \| ----------------------- \| ---------------- \| ---------------- \| \| 1. \| Jordi Meeus \| Red Bull-Bora-Hansgrohe \| 5t 01' 15" \| \| \| 2. \| Alexis Renard \| Cofidis \| + 0" \| \| \| 3. \| Émilien Jeannière \| Team TotalEnergies \| + 0" \| \| \| 4. \| Arnaud Démare \| Arkéa-B&B Hotels \| + 0" \| \| \| 5. \| Tobias Lund Andresen \| Team Picnic-PostNL \| + 0" \| \| \| 6. \| Hugo Page \| Intermarché-Wanty \| + 0" \| \| \| 7. \| Dylan Groenewegen \| Team Jayco AlUla \| + 0" \| \| \| 8. \| Phil Bauhaus \| Bahrain Victorious \| + 0" \| \| \| 9. \| Stanisław Aniołkowski \| Cofidis \| + 0" \| \| \| 10. \| Søren Wærenskjold \| Uno-X Mobility \| + 0" \| \| \| 11. \| Laurenz Rex \| Intermarché-Wanty \| + 0" \| \| \| 12. \| Rasmus Søjberg Pedersen \| Danmark \| + 0" \| \| \| 13. \| Manuel Peñalver \| Team Polti VisitMalta \| + 0" \| \| \| 14. \| Riley Pickrell \| Israel-Premier Tech \| + 0" \| \| \| 15. \| Tibor Del Grosso \| Alpecin-Deceuninck \| + 0" \| \| \| 16. \| Giovanni Lonardi \| Team Polti VisitMalta \| + 0" \| \| \| 17. \| Milan Menten \| Lotto \| + 0" \| \| \| 18. \| Nicolò Parisini \| Q36.5 Pro Cycling Team \| + 0" \| \| \| 19. \| Luca Mozzato \| Arkéa-B&B Hotels \| + 0" \| \| \| 20. \| Emīls Liepiņš \| Q36.5 Pro Cycling Team \| + 0" \| \| |                         |                         |            |
| |                         |                         |            |
| Kilder: ProCyclingStats Cycling Quotient |                         |                         |            |
| Samlede stilling |                         |                         |            |
| Rytter | Rytter                  | Hold                    | Tid        |
| 1. | Jordi Meeus             | Red Bull-Bora-Hansgrohe | 5t 01' 15" |
| 2. | Alexis Renard           | Cofidis                 | + 0"       |
| 3. | Émilien Jeannière       | Team TotalEnergies      | + 0"       |
| 4. | Arnaud Démare           | Arkéa-B&B Hotels        | + 0"       |
| 5. | Tobias Lund Andresen    | Team Picnic-PostNL      | + 0"       |
| 6. | Hugo Page               | Intermarché-Wanty       | + 0"       |
| 7. | Dylan Groenewegen       | Team Jayco AlUla        | + 0"       |
| 8. | Phil Bauhaus            | Bahrain Victorious      | + 0"       |
| 9. | Stanisław Aniołkowski   | Cofidis                 | + 0"       |
| 10. | Søren Wærenskjold       | Uno-X Mobility          | + 0"       |
| 11. | Laurenz Rex             | Intermarché-Wanty       | + 0"       |
| 12. | Rasmus Søjberg Pedersen | Danmark                 | + 0"       |
| 13. | Manuel Peñalver         | Team Polti VisitMalta   | + 0"       |
| 14. | Riley Pickrell          | Israel-Premier Tech     | + 0"       |
| 15. | Tibor Del Grosso        | Alpecin-Deceuninck      | + 0"       |
| 16. | Giovanni Lonardi        | Team Polti VisitMalta   | + 0"       |
| 17. | Milan Menten            | Lotto                   | + 0"       |
| 18. | Nicolò Parisini         | Q36.5 Pro Cycling Team  | + 0"       |
| 19. | Luca Mozzato            | Arkéa-B&B Hotels        | + 0"       |
| 20. | Emīls Liepiņš           | Q36.5 Pro Cycling Team  | + 0"       |

### Sprintkonkurrencen (Town Sprint)
| Sprintkonkurrence | Sprintkonkurrence  | Sprintkonkurrence     | Sprintkonkurrence | Sprintkonkurrence |
| Rytter            | Rytter             | Hold                  | Point             |                   |
| ----------------- | ------------------ | --------------------- | ----------------- | ----------------- |
| 1.                | Jensen Plowright   | Alpecin-Deceuninck    | 7 point           |                   |
| 2.                | Joshua Gudnitz     | Danmark               | 6 point           |                   |
| 3.                | Victor Vercouillie | Team Flanders-Baloise | 4 point           |                   |
| 4.                | George Jackson     | Burgos-Burpellet-BH   | 1 point           |                   |

## Hold og ryttere
| UCI WorldTeams (10)- Alpecin-Deceuninck - Arkéa-B&B Hotels - Cofidis - Lidl-Trek - Red Bull-BORA-hansgrohe - Team Jayco AlUla - Team Picnic-PostNL - Team Visma \| Lease a Bike - Bahrain-Victorious - Intermarché-Wanty UCI ProTeams (13)- Burgos-Burpellet-BH - Caja Rural-Seguros RGA - Israel-Premier Tech - Lotto - Uno-X Mobility - Q36.5 Pro Cycling Team - Solution Tech-Vini Fantini - Team Flanders-Baloise - Team TotalEnergies - Tudor Pro Cycling Team - Unibet Tietema Rockets - Euskaltel-Euskadi - Team Polti VisitMalta Landshold- Danmark |
| |

### Danske ryttere
| Danske ryttere på startlisten |                          |                        |           |
| Rygnummer                     | Rytter                   | Hold                   | Placering |
| 1                             | Mads Pedersen            | Lidl-Trek              | 40        |
| 22                            | Johan Price-Pejtersen    | Alpecin-Deceuninck     | 152       |
| 54                            | Henrik Breiner Pedersen  | Uno-X Mobility         | 39        |
| 55                            | Carl-Frederik Bévort     | Uno-X Mobility         | 46        |
| 56                            | Rasmus Bøgh Wallin       | Uno-X Mobility         | 85        |
| 83                            | Sebastian Kolze Changizi | Tudor Pro Cycling      | 38        |
| 103                           | Christopher Juul-Jensen  | Team Jayco AlUla       | 130       |
| 107                           | Anders Foldager          | Team Jayco AlUla       | 143       |
| 141                           | Tobias Lund Andresen     | Team Picnic PostNL     | 5         |
| 174                           | Andreas Stokbro          | Unibet Tietema Rockets | 86        |
| 175                           | Sebastian Nielsen        | Unibet Tietema Rockets | 23        |
| 231                           | Kasper Asgreen           | Danmark                | 100       |
| 232                           | Mads Andersen            | Danmark                | 127       |
| 233                           | Niklas Larsen            | Danmark                | 43        |
| 234                           | Casper Pedersen          | Danmark                | 45        |
| 235                           | Rasmus Søjberg Pedersen  | Danmark                | 12        |
| 236                           | Alexander Salby          | Danmark                | 150       |
| 237                           | Joshua Gudnitz           | Danmark                | 149       |

* DNF = gennemførte ikke

### Startliste
| Lidl-Trek LTK                | Lidl-Trek LTK        | Lidl-Trek LTK |
| ---------------------------- | -------------------- | ------------- |
| Nr.                          | Rytter               | Placering     |
| 1                            | Mads Pedersen (DEN)  | 40.           |
| 2                            | Daan Hoole (NED)     | 57.           |
| 3                            | Patrick Konrad (AUT) | 91.           |
| 4                            | Jacopo Mosca (ITA)   | 92.           |
| 5                            | Ryan Gibbons (RSA)   | 82.           |
| 6                            | Bauke Mollema (NED)  | DNF           |
| 7                            | Mathias Vacek (CZE)  | 94.           |
| Sportsdirektør: Kim Andersen |                      |               |

| Team Visma \| Lease a Bike TVL | Team Visma \| Lease a Bike TVL | Team Visma \| Lease a Bike TVL |
| ------------------------------ | ------------------------------ | ------------------------------ |
| Nr.                            | Rytter                         | Placering                      |
| 11                             | Olav Kooij (NED)               | DNF                            |
| 12                             | Niklas Behrens (GER)           | 153.                           |
| 13                             | Per Strand Hagenes (NOR)       | DNS                            |
| 14                             | Daniel McLay (GBR)             | 24.                            |
| 15                             | Loe van Belle (NED)            | 121.                           |
| 16                             | Tosh Van der Sande (BEL)       | 120.                           |
| 17                             | Attila Valter (HUN) (landevej) | 119.                           |
| Sportsdirektør: Jesper Mørkøv  |                                |                                |

| Alpecin-Deceuninck ADC         | Alpecin-Deceuninck ADC      | Alpecin-Deceuninck ADC |
| ------------------------------ | --------------------------- | ---------------------- |
| Nr.                            | Rytter                      | Placering              |
| 21                             | Tobias Bayer (AUT)          | 66.                    |
| 22                             | Johan Price-Pejtersen (DEN) | 152.                   |
| 23                             | Simon Dehairs (BEL)         | 78.                    |
| 24                             | Tibor Del Grosso (NED)      | 15.                    |
| 25                             | Luca Vergallito (ITA)       | 124.                   |
| 26                             | Edward Planckaert (BEL)     | 117.                   |
| 27                             | Jensen Plowright (AUS)      | 27.                    |
| Sportsdirektør: Rik Van Slycke |                             |                        |

| Red Bull-Bora-Hansgrohe RBH                     | Red Bull-Bora-Hansgrohe RBH | Red Bull-Bora-Hansgrohe RBH |
| ----------------------------------------------- | --------------------------- | --------------------------- |
| Nr.                                             | Rytter                      | Placering                   |
| 31                                              | Jordi Meeus (BEL)           | 1.                          |
| 32                                              | Emil Herzog (GER)           | 154.                        |
| 33                                              | Filip Maciejuk (POL)        | 88.                         |
| 34                                              | Ryan Mullen (IRL)           | 69.                         |
| 35                                              | Tim van Dijke (NED)         | 55.                         |
| 36                                              | Giovanni Aleotti (ITA)      | 96.                         |
| 37                                              | Nico Denz (GER)             | 129.                        |
| Sportsdirektør: Shane Archbold, Christian Pömer |                             |                             |

| Bahrain Victorious TBV      | Bahrain Victorious TBV    | Bahrain Victorious TBV |
| --------------------------- | ------------------------- | ---------------------- |
| Nr.                         | Rytter                    | Placering              |
| 41                          | Phil Bauhaus (GER)        | 8.                     |
| 42                          | Alberto Bruttomesso (ITA) | 59.                    |
| 43                          | Robert Stannard (AUS)     | 41.                    |
| 44                          | Žak Eržen (SLO)           | 56.                    |
| 45                          | Oliver Stockwell (GBR)    | 99.                    |
| 46                          | Matevž Govekar (SLO)      | 54.                    |
| 47                          | Vlad Van Mechelen (BEL)   | 77.                    |
| Sportsdirektør: Borut Božič |                           |                        |

| Uno-X Mobility UXM                 | Uno-X Mobility UXM            | Uno-X Mobility UXM |
| ---------------------------------- | ----------------------------- | ------------------ |
| Nr.                                | Rytter                        | Placering          |
| 51                                 | Søren Wærenskjold (NOR)       | 10.                |
| 52                                 | Erlend Blikra (NOR)           | 33.                |
| 53                                 | Stian Fredheim (NOR)          | 32.                |
| 54                                 | Henrik Breiner Pedersen (DEN) | 39.                |
| 55                                 | Carl-Frederik Bévort (DEN)    | 46.                |
| 56                                 | Rasmus Bøgh Wallin (DEN)      | 85.                |
| 57                                 | Sakarias Koller Løland (NOR)  | 64.                |
| Sportsdirektør: Christian Andersen |                               |                    |

| Cofidis COF                      | Cofidis COF                 | Cofidis COF |
| -------------------------------- | --------------------------- | ----------- |
| Nr.                              | Rytter                      | Placering   |
| 61                               | Milan Fretin (BEL)          | 135.        |
| 62                               | Stanisław Aniołkowski (POL) | 9.          |
| 63                               | Valentin Ferron (FRA)       | DNF         |
| 64                               | Alexis Renard (FRA)         | 2.          |
| 65                               | Ludovic Robeet (BEL)        | 126.        |
| 66                               | Damien Touzé (FRA)          | 144.        |
| 67                               | Paul Ourselin (FRA)         | 37.         |
| Sportsdirektør: Jimmy Engoulvent |                             |             |

| Israel-Premier Tech IPT                    | Israel-Premier Tech IPT   | Israel-Premier Tech IPT |
| ------------------------------------------ | ------------------------- | ----------------------- |
| Nr.                                        | Rytter                    | Placering               |
| 71                                         | Itamar Einhorn (ISR)      | 42.                     |
| 72                                         | Hugo Hofstetter (FRA)     | 137.                    |
| 73                                         | Matis Louvel (FRA)        | 73.                     |
| 74                                         | Krists Neilands (LAT)     | 52.                     |
| 75                                         | Nadav Raisberg (ISR)      | 50.                     |
| 76                                         | Michael Schwarzmann (GER) | 63.                     |
| 77                                         | Riley Pickrell (CAN)      | 14.                     |
| Sportsdirektør: Óscar Guerrero, Sam Bewley |                           |                         |

| Tudor Pro Cycling Team TUD     | Tudor Pro Cycling Team TUD      | Tudor Pro Cycling Team TUD |
| ------------------------------ | ------------------------------- | -------------------------- |
| Nr.                            | Rytter                          | Placering                  |
| 81                             | Jacob Eriksson (SWE) (landevej) | 53.                        |
| 82                             | Miká Heming (GER)               | 71.                        |
| 83                             | Sebastian Kolze Changizi (DEN)  | 38.                        |
| 84                             | Alexander Krieger (GER)         | DNF                        |
| 85                             | Rick Pluimers (NED)             | 70.                        |
| 86                             | Fabian Weiss (SUI)              | 108.                       |
| 87                             | Maikel Zijlaard (NED)           | DNF                        |
| Sportsdirektør: Marcel Sieberg |                                 |                            |

| Intermarché-Wanty IWA                | Intermarché-Wanty IWA    | Intermarché-Wanty IWA |
| ------------------------------------ | ------------------------ | --------------------- |
| Nr.                                  | Rytter                   | Placering             |
| 91                                   | Taco van der Hoorn (NED) | 113.                  |
| 92                                   | Dries De Pooter (BEL)    | 72.                   |
| 93                                   | Gijs Van Hoecke (BEL)    | 44.                   |
| 94                                   | Hugo Page (FRA)          | 6.                    |
| 95                                   | Tom Paquot (BEL)         | 112.                  |
| 96                                   | Alexy Faure Prost (FRA)  | 151.                  |
| 97                                   | Laurenz Rex (BEL)        | 11.                   |
| Sportsdirektør: Pieter Vanspeybrouck |                          |                       |

| Team Jayco AlUla JAY            | Team Jayco AlUla JAY               | Team Jayco AlUla JAY |
| ------------------------------- | ---------------------------------- | -------------------- |
| Nr.                             | Rytter                             | Placering            |
| 101                             | Dylan Groenewegen (NED) (landevej) | 7.                   |
| 102                             | Robert Donaldson (GBR)             | 68.                  |
| 103                             | Christopher Juul-Jensen (DEN)      | 130.                 |
| 104                             | Luka Mezgec (SLO)                  | 101.                 |
| 105                             | Kelland O'Brien (AUS)              | 155.                 |
| 106                             | Elmar Reinders (NED)               | 48.                  |
| 107                             | Anders Foldager (DEN)              | 143.                 |
| Sportsdirektør: Tristan Hoffman |                                    |                      |

| Q36.5 Pro Cycling Team Q36 | Q36.5 Pro Cycling Team Q36     | Q36.5 Pro Cycling Team Q36 |
| -------------------------- | ------------------------------ | -------------------------- |
| Nr.                        | Rytter                         | Placering                  |
| 111                        | Frederik Frison (BEL)          | 138.                       |
| 112                        | Rory Townsend (IRL)            | 145.                       |
| 113                        | Emīls Liepiņš (LAT) (landevej) | 20.                        |
| 114                        | Matteo Moschetti (ITA)         | 115.                       |
| 115                        | Giacomo Nizzolo (ITA)          | 103.                       |
| 116                        | Nicolò Parisini (ITA)          | 18.                        |
| 117                        | Kamil Małecki (POL)            | 87.                        |
| Sportsdirektør: Jens Zemke |                                |                            |

| Arkéa-B&B Hotels ARK          | Arkéa-B&B Hotels ARK   | Arkéa-B&B Hotels ARK |
| ----------------------------- | ---------------------- | -------------------- |
| Nr.                           | Rytter                 | Placering            |
| 121                           | Arnaud Démare (FRA)    | 4.                   |
| 122                           | Giosuè Epis (ITA)      | 79.                  |
| 123                           | Donavan Grondin (FRA)  | DNF                  |
| 124                           | Léandre Lozouet (FRA)  | 104.                 |
| 125                           | Luca Mozzato (ITA)     | 19.                  |
| 126                           | Miles Scotson (AUS)    | 98.                  |
| 127                           | Florian Sénéchal (FRA) | 49.                  |
| Sportsdirektør: Arnaud Gérard |                        |                      |

| Team TotalEnergies TEN        | Team TotalEnergies TEN  | Team TotalEnergies TEN |
| ----------------------------- | ----------------------- | ---------------------- |
| Nr.                           | Rytter                  | Placering              |
| 133                           | Rayan Boulahoite (FRA)  | 140.                   |
| 134                           | Fabien Doubey (FRA)     | 132.                   |
| 135                           | Émilien Jeannière (FRA) | 3.                     |
| 136                           | Lorrenzo Manzin (FRA)   | 102.                   |
| 137                           | Geoffrey Soupe (FRA)    | 90.                    |
| Sportsdirektør: Cyril Lemoine |                         |                        |

| Team Picnic-PostNL TPP                              | Team Picnic-PostNL TPP     | Team Picnic-PostNL TPP |
| --------------------------------------------------- | -------------------------- | ---------------------- |
| Nr.                                                 | Rytter                     | Placering              |
| 141                                                 | Tobias Lund Andresen (DEN) | 5.                     |
| 142                                                 | Julius van den Berg (NED)  | DNF                    |
| 143                                                 | Bjoern Koerdt (GBR)        | 76.                    |
| 144                                                 | Enzo Leijnse (NED)         | 122.                   |
| 145                                                 | Romain Combaud (FRA)       | 125.                   |
| 146                                                 | Niklas Märkl (GER)         | 47.                    |
| 147                                                 | Bram Welten (NED)          | DNF                    |
| Sportsdirektør: Asbjørn Kragh Andersen, Philip West |                            |                        |

| Lotto LOT                  | Lotto LOT                   | Lotto LOT |
| -------------------------- | --------------------------- | --------- |
| Nr.                        | Rytter                      | Placering |
| 151                        | Elia Viviani (ITA)          | 34.       |
| 152                        | Cedric Beullens (BEL)       | 51.       |
| 153                        | Jarrad Drizners (AUS)       | 97.       |
| 154                        | Milan Menten (BEL)          | 17.       |
| 155                        | Liam Slock (BEL)            | 134.      |
| 156                        | Lorenz Van De Wynkele (BEL) | 136.      |
| 157                        | Baptiste Veistroffer (FRA)  | 109.      |
| Sportsdirektør: Dirk Demol |                             |           |

| Caja Rural-Seguros RGA CJR                        | Caja Rural-Seguros RGA CJR | Caja Rural-Seguros RGA CJR |
| ------------------------------------------------- | -------------------------- | -------------------------- |
| Nr.                                               | Rytter                     | Placering                  |
| 161                                               | Daniel Babor (CZE)         | 130.                       |
| 162                                               | Alex Molenaar (NED)        | 28.                        |
| 163                                               | Javier Ibañez (ESP)        | 107.                       |
| 164                                               | Iúri Leitão (POR)          | 65.                        |
| 165                                               | Eduard Prades (ESP)        | 61.                        |
| 166                                               | Jakub Otruba (CZE)         | 60.                        |
| 167                                               | Joseba López (ESP)         | 110.                       |
| Sportsdirektør: Aritz Bagües, Iñigo Altuna Maeztu |                            |                            |

| Unibet Tietema Rockets RKT  | Unibet Tietema Rockets RKT | Unibet Tietema Rockets RKT |
| --------------------------- | -------------------------- | -------------------------- |
| Nr.                         | Rytter                     | Placering                  |
| 171                         | Kevin Inkelaar (NED)       | 118.                       |
| 172                         | Davide Bomboi (BEL)        | 139.                       |
| 173                         | Martijn Budding (NED)      | 21.                        |
| 174                         | Andreas Stokbro (DEN)      | 86.                        |
| 175                         | Sebastian Nielsen (DEN)    | 123.                       |
| 176                         | Charles Paige (GBR)        | 106.                       |
| 177                         | Abram Stockman (BEL)       | 36.                        |
| Sportsdirektør: Gaëtan Pons |                            |                            |

| Burgos-Burpellet-BH BBH   | Burgos-Burpellet-BH BBH | Burgos-Burpellet-BH BBH |
| ------------------------- | ----------------------- | ----------------------- |
| Nr.                       | Rytter                  | Placering               |
| 181                       | Rodrigo Álvarez (ESP)   | 81.                     |
| 182                       | Antonio Angulo (ESP)    | 30.                     |
| 183                       | Daniel Cavia (ESP)      | 141.                    |
| 184                       | George Jackson (NZL)    | 146.                    |
| 185                       | Vojtěch Kmínek (CZE)    | 133.                    |
| 186                       | David Martín (ESP)      | 142.                    |
| 187                       | Ángel Fuentes (ESP)     | 31.                     |
| Sportsdirektør: Jetse Bol |                         |                         |

| Team Solution Tech-Vini Fantini TFT | Team Solution Tech-Vini Fantini TFT | Team Solution Tech-Vini Fantini TFT |
| ----------------------------------- | ----------------------------------- | ----------------------------------- |
| Nr.                                 | Rytter                              | Placering                           |
| 191                                 | Kristian Sbaragli (ITA)             | 80.                                 |
| 192                                 | Joann Rolando (ITA)                 | 147.                                |
| 193                                 | Felix James Meo (NZL)               | 148.                                |
| 194                                 | Tommaso Nencini (ITA)               | 128.                                |
| 195                                 | Dušan Rajović (SRB)                 | 25.                                 |
| 196                                 | Luca Verrando (ITA)                 | 114.                                |
| 197                                 | Attilio Viviani (ITA)               | 84.                                 |
| Sportsdirektør: Filippo Fuochi      |                                     |                                     |

| Team Polti VisitMalta PTV                        | Team Polti VisitMalta PTV | Team Polti VisitMalta PTV |
| ------------------------------------------------ | ------------------------- | ------------------------- |
| Nr.                                              | Rytter                    | Placering                 |
| 201                                              | Davide Bais (ITA)         | 62.                       |
| 202                                              | Giovanni Lonardi (ITA)    | 16.                       |
| 203                                              | Mirco Maestri (ITA)       | 29.                       |
| 204                                              | Manuel Peñalver (ESP)     | 13.                       |
| 205                                              | Andrea Pietrobon (ITA)    | 74.                       |
| 206                                              | Diego Sevilla (ESP)       | 35.                       |
| 207                                              | Samuele Zoccarato (ITA)   | 95.                       |
| Sportsdirektør: Giovanni Ellena, Stefano Zanatta |                           |                           |

| Euskaltel-Euskadi EUS                       | Euskaltel-Euskadi EUS          | Euskaltel-Euskadi EUS |
| ------------------------------------------- | ------------------------------ | --------------------- |
| Nr.                                         | Rytter                         | Placering             |
| 211                                         | Jon Aberasturi (ESP)           | DNF                   |
| 212                                         | Xabier Berasategi (ESP)        | 26.                   |
| 213                                         | Paul Hennequin (FRA)           | 22.                   |
| 214                                         | Iker Bonillo (ESP)             | 58.                   |
| 215                                         | Andoni López de Abetxuko (ESP) | 123.                  |
| 216                                         | Gotzon Martín (ESP)            | 75.                   |
| 217                                         | Louis Sutton (GBR)             | 111.                  |
| Sportsdirektør: Jorge Azanza, Pablo Urtasun |                                |                       |

| Team Flanders-Baloise TFB      | Team Flanders-Baloise TFB | Team Flanders-Baloise TFB |
| ------------------------------ | ------------------------- | ------------------------- |
| Nr.                            | Rytter                    | Placering                 |
| 221                            | Vince Gerits (BEL)        | 93.                       |
| 222                            | Brem Deman (BEL)          | 67.                       |
| 223                            | Yentl Vandevelde (BEL)    | 87.                       |
| 224                            | Siebe Deweirdt (BEL)      | DNF                       |
| 225                            | Milan Lanhove (BEL)       | 105.                      |
| 226                            | Ward Vanhoof (BEL)        | 89.                       |
| 227                            | Victor Vercouillie (BEL)  | 116.                      |
| Sportsdirektør: Andy Missotten |                           |                           |

| Danmark DEN                                     | Danmark DEN                        | Danmark DEN |
| ----------------------------------------------- | ---------------------------------- | ----------- |
| Nr.                                             | Rytter                             | Placering   |
| 231                                             | Kasper Asgreen                     | 100.        |
| 232                                             | Mads Andersen                      | 127.        |
| 233                                             | Niklas Larsen                      | 43.         |
| 234                                             | Casper Pedersen                    | 45.         |
| 235                                             | Rasmus Søjberg Pedersen (landevej) | 12.         |
| 236                                             | Alexander Salby                    | 150.        |
| 237                                             | Joshua Gudnitz                     | 149.        |
| Sportsdirektør: Michael Mørkøv, Morten Bennekou |                                    |             |

| Lidl-Trek LTK                | Lidl-Trek LTK        | Lidl-Trek LTK |
| ---------------------------- | -------------------- | ------------- |
| Nr.                          | Rytter               | Placering     |
| 1                            | Mads Pedersen (DEN)  | 40.           |
| 2                            | Daan Hoole (NED)     | 57.           |
| 3                            | Patrick Konrad (AUT) | 91.           |
| 4                            | Jacopo Mosca (ITA)   | 92.           |
| 5                            | Ryan Gibbons (RSA)   | 82.           |
| 6                            | Bauke Mollema (NED)  | DNF           |
| 7                            | Mathias Vacek (CZE)  | 94.           |
| Sportsdirektør: Kim Andersen |                      |               |

| Team Visma \| Lease a Bike TVL | Team Visma \| Lease a Bike TVL | Team Visma \| Lease a Bike TVL |
| ------------------------------ | ------------------------------ | ------------------------------ |
| Nr.                            | Rytter                         | Placering                      |
| 11                             | Olav Kooij (NED)               | DNF                            |
| 12                             | Niklas Behrens (GER)           | 153.                           |
| 13                             | Per Strand Hagenes (NOR)       | DNS                            |
| 14                             | Daniel McLay (GBR)             | 24.                            |
| 15                             | Loe van Belle (NED)            | 121.                           |
| 16                             | Tosh Van der Sande (BEL)       | 120.                           |
| 17                             | Attila Valter (HUN) (landevej) | 119.                           |
| Sportsdirektør: Jesper Mørkøv  |                                |                                |

| Alpecin-Deceuninck ADC         | Alpecin-Deceuninck ADC      | Alpecin-Deceuninck ADC |
| ------------------------------ | --------------------------- | ---------------------- |
| Nr.                            | Rytter                      | Placering              |
| 21                             | Tobias Bayer (AUT)          | 66.                    |
| 22                             | Johan Price-Pejtersen (DEN) | 152.                   |
| 23                             | Simon Dehairs (BEL)         | 78.                    |
| 24                             | Tibor Del Grosso (NED)      | 15.                    |
| 25                             | Luca Vergallito (ITA)       | 124.                   |
| 26                             | Edward Planckaert (BEL)     | 117.                   |
| 27                             | Jensen Plowright (AUS)      | 27.                    |
| Sportsdirektør: Rik Van Slycke |                             |                        |

| Red Bull-Bora-Hansgrohe RBH                     | Red Bull-Bora-Hansgrohe RBH | Red Bull-Bora-Hansgrohe RBH |
| ----------------------------------------------- | --------------------------- | --------------------------- |
| Nr.                                             | Rytter                      | Placering                   |
| 31                                              | Jordi Meeus (BEL)           | 1.                          |
| 32                                              | Emil Herzog (GER)           | 154.                        |
| 33                                              | Filip Maciejuk (POL)        | 88.                         |
| 34                                              | Ryan Mullen (IRL)           | 69.                         |
| 35                                              | Tim van Dijke (NED)         | 55.                         |
| 36                                              | Giovanni Aleotti (ITA)      | 96.                         |
| 37                                              | Nico Denz (GER)             | 129.                        |
| Sportsdirektør: Shane Archbold, Christian Pömer |                             |                             |

| Bahrain Victorious TBV      | Bahrain Victorious TBV    | Bahrain Victorious TBV |
| --------------------------- | ------------------------- | ---------------------- |
| Nr.                         | Rytter                    | Placering              |
| 41                          | Phil Bauhaus (GER)        | 8.                     |
| 42                          | Alberto Bruttomesso (ITA) | 59.                    |
| 43                          | Robert Stannard (AUS)     | 41.                    |
| 44                          | Žak Eržen (SLO)           | 56.                    |
| 45                          | Oliver Stockwell (GBR)    | 99.                    |
| 46                          | Matevž Govekar (SLO)      | 54.                    |
| 47                          | Vlad Van Mechelen (BEL)   | 77.                    |
| Sportsdirektør: Borut Božič |                           |                        |

| Uno-X Mobility UXM                 | Uno-X Mobility UXM            | Uno-X Mobility UXM |
| ---------------------------------- | ----------------------------- | ------------------ |
| Nr.                                | Rytter                        | Placering          |
| 51                                 | Søren Wærenskjold (NOR)       | 10.                |
| 52                                 | Erlend Blikra (NOR)           | 33.                |
| 53                                 | Stian Fredheim (NOR)          | 32.                |
| 54                                 | Henrik Breiner Pedersen (DEN) | 39.                |
| 55                                 | Carl-Frederik Bévort (DEN)    | 46.                |
| 56                                 | Rasmus Bøgh Wallin (DEN)      | 85.                |
| 57                                 | Sakarias Koller Løland (NOR)  | 64.                |
| Sportsdirektør: Christian Andersen |                               |                    |

| Cofidis COF                      | Cofidis COF                 | Cofidis COF |
| -------------------------------- | --------------------------- | ----------- |
| Nr.                              | Rytter                      | Placering   |
| 61                               | Milan Fretin (BEL)          | 135.        |
| 62                               | Stanisław Aniołkowski (POL) | 9.          |
| 63                               | Valentin Ferron (FRA)       | DNF         |
| 64                               | Alexis Renard (FRA)         | 2.          |
| 65                               | Ludovic Robeet (BEL)        | 126.        |
| 66                               | Damien Touzé (FRA)          | 144.        |
| 67                               | Paul Ourselin (FRA)         | 37.         |
| Sportsdirektør: Jimmy Engoulvent |                             |             |

| Israel-Premier Tech IPT                    | Israel-Premier Tech IPT   | Israel-Premier Tech IPT |
| ------------------------------------------ | ------------------------- | ----------------------- |
| Nr.                                        | Rytter                    | Placering               |
| 71                                         | Itamar Einhorn (ISR)      | 42.                     |
| 72                                         | Hugo Hofstetter (FRA)     | 137.                    |
| 73                                         | Matis Louvel (FRA)        | 73.                     |
| 74                                         | Krists Neilands (LAT)     | 52.                     |
| 75                                         | Nadav Raisberg (ISR)      | 50.                     |
| 76                                         | Michael Schwarzmann (GER) | 63.                     |
| 77                                         | Riley Pickrell (CAN)      | 14.                     |
| Sportsdirektør: Óscar Guerrero, Sam Bewley |                           |                         |

| Tudor Pro Cycling Team TUD     | Tudor Pro Cycling Team TUD      | Tudor Pro Cycling Team TUD |
| ------------------------------ | ------------------------------- | -------------------------- |
| Nr.                            | Rytter                          | Placering                  |
| 81                             | Jacob Eriksson (SWE) (landevej) | 53.                        |
| 82                             | Miká Heming (GER)               | 71.                        |
| 83                             | Sebastian Kolze Changizi (DEN)  | 38.                        |
| 84                             | Alexander Krieger (GER)         | DNF                        |
| 85                             | Rick Pluimers (NED)             | 70.                        |
| 86                             | Fabian Weiss (SUI)              | 108.                       |
| 87                             | Maikel Zijlaard (NED)           | DNF                        |
| Sportsdirektør: Marcel Sieberg |                                 |                            |

| Intermarché-Wanty IWA                | Intermarché-Wanty IWA    | Intermarché-Wanty IWA |
| ------------------------------------ | ------------------------ | --------------------- |
| Nr.                                  | Rytter                   | Placering             |
| 91                                   | Taco van der Hoorn (NED) | 113.                  |
| 92                                   | Dries De Pooter (BEL)    | 72.                   |
| 93                                   | Gijs Van Hoecke (BEL)    | 44.                   |
| 94                                   | Hugo Page (FRA)          | 6.                    |
| 95                                   | Tom Paquot (BEL)         | 112.                  |
| 96                                   | Alexy Faure Prost (FRA)  | 151.                  |
| 97                                   | Laurenz Rex (BEL)        | 11.                   |
| Sportsdirektør: Pieter Vanspeybrouck |                          |                       |

| Team Jayco AlUla JAY            | Team Jayco AlUla JAY               | Team Jayco AlUla JAY |
| ------------------------------- | ---------------------------------- | -------------------- |
| Nr.                             | Rytter                             | Placering            |
| 101                             | Dylan Groenewegen (NED) (landevej) | 7.                   |
| 102                             | Robert Donaldson (GBR)             | 68.                  |
| 103                             | Christopher Juul-Jensen (DEN)      | 130.                 |
| 104                             | Luka Mezgec (SLO)                  | 101.                 |
| 105                             | Kelland O'Brien (AUS)              | 155.                 |
| 106                             | Elmar Reinders (NED)               | 48.                  |
| 107                             | Anders Foldager (DEN)              | 143.                 |
| Sportsdirektør: Tristan Hoffman |                                    |                      |

| Q36.5 Pro Cycling Team Q36 | Q36.5 Pro Cycling Team Q36     | Q36.5 Pro Cycling Team Q36 |
| -------------------------- | ------------------------------ | -------------------------- |
| Nr.                        | Rytter                         | Placering                  |
| 111                        | Frederik Frison (BEL)          | 138.                       |
| 112                        | Rory Townsend (IRL)            | 145.                       |
| 113                        | Emīls Liepiņš (LAT) (landevej) | 20.                        |
| 114                        | Matteo Moschetti (ITA)         | 115.                       |
| 115                        | Giacomo Nizzolo (ITA)          | 103.                       |
| 116                        | Nicolò Parisini (ITA)          | 18.                        |
| 117                        | Kamil Małecki (POL)            | 87.                        |
| Sportsdirektør: Jens Zemke |                                |                            |

| Arkéa-B&B Hotels ARK          | Arkéa-B&B Hotels ARK   | Arkéa-B&B Hotels ARK |
| ----------------------------- | ---------------------- | -------------------- |
| Nr.                           | Rytter                 | Placering            |
| 121                           | Arnaud Démare (FRA)    | 4.                   |
| 122                           | Giosuè Epis (ITA)      | 79.                  |
| 123                           | Donavan Grondin (FRA)  | DNF                  |
| 124                           | Léandre Lozouet (FRA)  | 104.                 |
| 125                           | Luca Mozzato (ITA)     | 19.                  |
| 126                           | Miles Scotson (AUS)    | 98.                  |
| 127                           | Florian Sénéchal (FRA) | 49.                  |
| Sportsdirektør: Arnaud Gérard |                        |                      |

| Team TotalEnergies TEN        | Team TotalEnergies TEN  | Team TotalEnergies TEN |
| ----------------------------- | ----------------------- | ---------------------- |
| Nr.                           | Rytter                  | Placering              |
| 133                           | Rayan Boulahoite (FRA)  | 140.                   |
| 134                           | Fabien Doubey (FRA)     | 132.                   |
| 135                           | Émilien Jeannière (FRA) | 3.                     |
| 136                           | Lorrenzo Manzin (FRA)   | 102.                   |
| 137                           | Geoffrey Soupe (FRA)    | 90.                    |
| Sportsdirektør: Cyril Lemoine |                         |                        |

| Team Picnic-PostNL TPP                              | Team Picnic-PostNL TPP     | Team Picnic-PostNL TPP |
| --------------------------------------------------- | -------------------------- | ---------------------- |
| Nr.                                                 | Rytter                     | Placering              |
| 141                                                 | Tobias Lund Andresen (DEN) | 5.                     |
| 142                                                 | Julius van den Berg (NED)  | DNF                    |
| 143                                                 | Bjoern Koerdt (GBR)        | 76.                    |
| 144                                                 | Enzo Leijnse (NED)         | 122.                   |
| 145                                                 | Romain Combaud (FRA)       | 125.                   |
| 146                                                 | Niklas Märkl (GER)         | 47.                    |
| 147                                                 | Bram Welten (NED)          | DNF                    |
| Sportsdirektør: Asbjørn Kragh Andersen, Philip West |                            |                        |

| Lotto LOT                  | Lotto LOT                   | Lotto LOT |
| -------------------------- | --------------------------- | --------- |
| Nr.                        | Rytter                      | Placering |
| 151                        | Elia Viviani (ITA)          | 34.       |
| 152                        | Cedric Beullens (BEL)       | 51.       |
| 153                        | Jarrad Drizners (AUS)       | 97.       |
| 154                        | Milan Menten (BEL)          | 17.       |
| 155                        | Liam Slock (BEL)            | 134.      |
| 156                        | Lorenz Van De Wynkele (BEL) | 136.      |
| 157                        | Baptiste Veistroffer (FRA)  | 109.      |
| Sportsdirektør: Dirk Demol |                             |           |

| Caja Rural-Seguros RGA CJR                        | Caja Rural-Seguros RGA CJR | Caja Rural-Seguros RGA CJR |
| ------------------------------------------------- | -------------------------- | -------------------------- |
| Nr.                                               | Rytter                     | Placering                  |
| 161                                               | Daniel Babor (CZE)         | 130.                       |
| 162                                               | Alex Molenaar (NED)        | 28.                        |
| 163                                               | Javier Ibañez (ESP)        | 107.                       |
| 164                                               | Iúri Leitão (POR)          | 65.                        |
| 165                                               | Eduard Prades (ESP)        | 61.                        |
| 166                                               | Jakub Otruba (CZE)         | 60.                        |
| 167                                               | Joseba López (ESP)         | 110.                       |
| Sportsdirektør: Aritz Bagües, Iñigo Altuna Maeztu |                            |                            |

| Unibet Tietema Rockets RKT  | Unibet Tietema Rockets RKT | Unibet Tietema Rockets RKT |
| --------------------------- | -------------------------- | -------------------------- |
| Nr.                         | Rytter                     | Placering                  |
| 171                         | Kevin Inkelaar (NED)       | 118.                       |
| 172                         | Davide Bomboi (BEL)        | 139.                       |
| 173                         | Martijn Budding (NED)      | 21.                        |
| 174                         | Andreas Stokbro (DEN)      | 86.                        |
| 175                         | Sebastian Nielsen (DEN)    | 123.                       |
| 176                         | Charles Paige (GBR)        | 106.                       |
| 177                         | Abram Stockman (BEL)       | 36.                        |
| Sportsdirektør: Gaëtan Pons |                            |                            |

| Burgos-Burpellet-BH BBH   | Burgos-Burpellet-BH BBH | Burgos-Burpellet-BH BBH |
| ------------------------- | ----------------------- | ----------------------- |
| Nr.                       | Rytter                  | Placering               |
| 181                       | Rodrigo Álvarez (ESP)   | 81.                     |
| 182                       | Antonio Angulo (ESP)    | 30.                     |
| 183                       | Daniel Cavia (ESP)      | 141.                    |
| 184                       | George Jackson (NZL)    | 146.                    |
| 185                       | Vojtěch Kmínek (CZE)    | 133.                    |
| 186                       | David Martín (ESP)      | 142.                    |
| 187                       | Ángel Fuentes (ESP)     | 31.                     |
| Sportsdirektør: Jetse Bol |                         |                         |

| Team Solution Tech-Vini Fantini TFT | Team Solution Tech-Vini Fantini TFT | Team Solution Tech-Vini Fantini TFT |
| ----------------------------------- | ----------------------------------- | ----------------------------------- |
| Nr.                                 | Rytter                              | Placering                           |
| 191                                 | Kristian Sbaragli (ITA)             | 80.                                 |
| 192                                 | Joann Rolando (ITA)                 | 147.                                |
| 193                                 | Felix James Meo (NZL)               | 148.                                |
| 194                                 | Tommaso Nencini (ITA)               | 128.                                |
| 195                                 | Dušan Rajović (SRB)                 | 25.                                 |
| 196                                 | Luca Verrando (ITA)                 | 114.                                |
| 197                                 | Attilio Viviani (ITA)               | 84.                                 |
| Sportsdirektør: Filippo Fuochi      |                                     |                                     |

| Team Polti VisitMalta PTV                        | Team Polti VisitMalta PTV | Team Polti VisitMalta PTV |
| ------------------------------------------------ | ------------------------- | ------------------------- |
| Nr.                                              | Rytter                    | Placering                 |
| 201                                              | Davide Bais (ITA)         | 62.                       |
| 202                                              | Giovanni Lonardi (ITA)    | 16.                       |
| 203                                              | Mirco Maestri (ITA)       | 29.                       |
| 204                                              | Manuel Peñalver (ESP)     | 13.                       |
| 205                                              | Andrea Pietrobon (ITA)    | 74.                       |
| 206                                              | Diego Sevilla (ESP)       | 35.                       |
| 207                                              | Samuele Zoccarato (ITA)   | 95.                       |
| Sportsdirektør: Giovanni Ellena, Stefano Zanatta |                           |                           |

| Euskaltel-Euskadi EUS                       | Euskaltel-Euskadi EUS          | Euskaltel-Euskadi EUS |
| ------------------------------------------- | ------------------------------ | --------------------- |
| Nr.                                         | Rytter                         | Placering             |
| 211                                         | Jon Aberasturi (ESP)           | DNF                   |
| 212                                         | Xabier Berasategi (ESP)        | 26.                   |
| 213                                         | Paul Hennequin (FRA)           | 22.                   |
| 214                                         | Iker Bonillo (ESP)             | 58.                   |
| 215                                         | Andoni López de Abetxuko (ESP) | 123.                  |
| 216                                         | Gotzon Martín (ESP)            | 75.                   |
| 217                                         | Louis Sutton (GBR)             | 111.                  |
| Sportsdirektør: Jorge Azanza, Pablo Urtasun |                                |                       |

| Team Flanders-Baloise TFB      | Team Flanders-Baloise TFB | Team Flanders-Baloise TFB |
| ------------------------------ | ------------------------- | ------------------------- |
| Nr.                            | Rytter                    | Placering                 |
| 221                            | Vince Gerits (BEL)        | 93.                       |
| 222                            | Brem Deman (BEL)          | 67.                       |
| 223                            | Yentl Vandevelde (BEL)    | 87.                       |
| 224                            | Siebe Deweirdt (BEL)      | DNF                       |
| 225                            | Milan Lanhove (BEL)       | 105.                      |
| 226                            | Ward Vanhoof (BEL)        | 89.                       |
| 227                            | Victor Vercouillie (BEL)  | 116.                      |
| Sportsdirektør: Andy Missotten |                           |                           |

| Danmark DEN                                     | Danmark DEN                        | Danmark DEN |
| ----------------------------------------------- | ---------------------------------- | ----------- |
| Nr.                                             | Rytter                             | Placering   |
| 231                                             | Kasper Asgreen                     | 100.        |
| 232                                             | Mads Andersen                      | 127.        |
| 233                                             | Niklas Larsen                      | 43.         |
| 234                                             | Casper Pedersen                    | 45.         |
| 235                                             | Rasmus Søjberg Pedersen (landevej) | 12.         |
| 236                                             | Alexander Salby                    | 150.        |
| 237                                             | Joshua Gudnitz                     | 149.        |
| Sportsdirektør: Michael Mørkøv, Morten Bennekou |                                    |             |